# Colesevelam
Colesevelam é um sequestrador de ácidos biliares. Ele atua no intestino promovendo a interceptação de sais biliares, e impedindo-os de serem reabsorvidos.
Colesevelam é indicado como adjuvante à dieta e exercício para reduzir a elevação de LDL colesterol em pacientes com hiperlipidemia primária como monoterapia e para melhorar o controle glicêmico em adultos com diabetes mellitus tipo 2, incluindo em combinação com uma estatina.